# کستلماین، ویکتوریا
کستلماین (به انگلیسی: Castlemaine) یک منطقهٔ مسکونی در استرالیا است که در ویکتوریا (استرالیا) واقع شده‌است.